# Els pecadors
Els pecadors (títol original en anglès, Sinners) és una pel·lícula estatunidenca del 2025 produïda, escrita i dirigida per Ryan Coogler. Ambientada el 1932 al delta del Mississipi, la pel·lícula és protagonitzada per Michael B. Jordan en un doble paper com uns bessons criminals que reinicien la vida a la seva ciutat natl, on s'enfronten a un mal sobrenatural. La pel·lícula està coprotagonitzada per Hailee Steinfeld, Miles Caton (en el seu debut cinematogràfic), Jack O'Connell, Wunmi Mosaku, Jayme Lawson, Omar Miller i Delroy Lindo. Ha estat doblada i subtitulada al català.
Coogler va començar a desenvolupar la pel·lícula a través de la seva productora Proximity Media el gener de 2024, quan Jordan va ser escollit per al paper. Després d'una guerra d'ofertes, Warner Bros. Pictures va adquirir els drets de distribució el mes següent i es van escollir nous papers a l'abril. El rodatge principal va tenir lloc entre l'abril i el juliol de 2024. Ludwig Göransson, col·laborador de Coogler des de fa molt de temps, va compondre la banda sonora de la pel·lícula i va ser-ne productor executiu.
El film es va estrenar el 3 d'abril de 2025 a l'AMC Lincoln Square de Nova York, i va arribar als cinemes dels Estats Units el 18 d'abril de 2025 amb la distribució de Warner Bros. Pictures. La pel·lícula va rebre elogis de la crítica, va recaptar 364 milions de dòlars a tot el món, i es va convertir en la novena pel·lícula més taquillera del 2025.